# سير (وحدة)

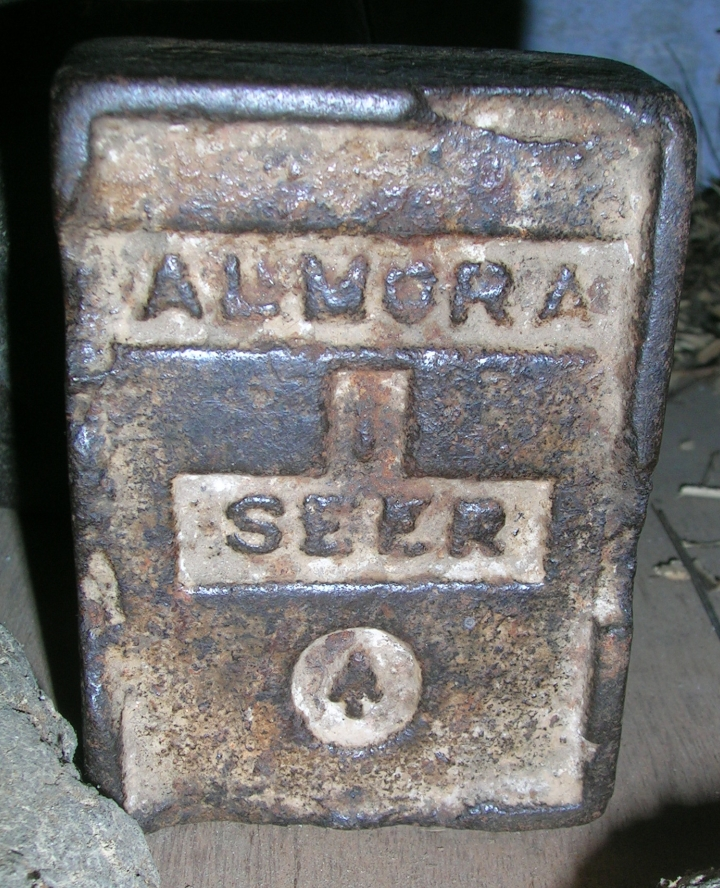
عراف قياسي من المورا ، الهند.

السير (بالإنجليزية: Seer)‏، (أو السِحر "Sihr")، هي وحدة تقليدية للكتلة والحجم استُخدمت في أجزاء كبيرة من آسيا قبل منتصف القرن العشرين. تظل قيد الاستخدام فقط في بعض البلدان مثل أفغانستان وإيران، وأجزاء من الهند، على الرغم من أنها في إيران تُشير إلى وحدة أصغر من الوحدة المستخدمة في الهند.

## الهند
استُخدم مصطلح "سير" في الهند كوحدة قياس تقليدية، بشكل رئيسي في شمال الهند، بما في ذلك المناطق التي تتحدث الهندية، وفي تيلانجانا في الجنوب. وفقًا لقانون معايير الأوزان والقياسات (الرقم 89 لعام 1956، مع التعديلات في عامي 1960 و1964)، عرِّف السير رسميًا على أنه يساوي بالضبط 1.25 كيلوغرام (2.755778 رطل). يجب ملاحظة أن هناك العديد من الاختلافات المحلية لمفهوم السير في مختلف المناطق في الهند. الجدول أدناه يقدم وزن الموند لمومباي، ويمكنك الحصول على السير عند قسمة وزن الموند على 40.
| البنغال              | 80 تولة من الأرز                      |
| جنوب الهند           | كتلة 24 روبية الحالية                 |
| تشيناي (مدراس سابقا) | حوالي 25 رطل (9.33 كلغ)               |
| ولاية غوجارات        | كتلة 40 روبية محلية                   |
| مومباي               | 28 رطل (10.45 كجم) يسمى الرائي القديم |
| ماهاراشترا           | يعادل كيلو جرام                       |

## عدن ونيبال وباكستان
وفي عدن (اليمن)، ونيبال، وباكستان، كان السير حوالي 0.93310 كجم (2.057 lb) مستمدة من السير الحكومي في أيام الاستعمار البريطاني .

## أفغانستان
وفي أفغانستان، كانت وحدة الكتلة تساوي حوالي 7.066 كجم (15.58 رطل).

## بلاد فارس / إيران
في بلاد فارس (إيران لاحقًا)، كانت ولا تزال بوحدتين.
1. وكان السير المتري يساوي 74.22 غم (2.618 أوقية)
2. وكان السير (السحر) 160 غم (5.64 أوقية)

أصبح الوزن الأصغر جزءًا من نظام الوزن الوطني في إيران، ويستخدم يوميًا للقياسات الصغيرة من المواد الغذائية الحساسة والمنتجات المختارة.

## سيريلانكا
في سريلانكا، كان مقياس السعة حوالي 1.86 باينت (1.024 لتر)

## اقرأ أيضاً
- قائمة وحدات القياس المعتادة في جنوب آسيا